# Přítomnost
Přítomnost, to „při čem“ každý člověk právě je, je složitý fenomén, který zkoumá fenomenologie. Podle E. Husserla tvoří vědomí přítomnosti časový dvorec, totiž bezprostřední jednota
- retence (z francouzského retenir, podržovat v paměti), čili podržování právě uplynulého v širším vědomí přítomnosti;
- prezentace, čili toho, co se přítomnému vědomí právě představuje,
- a protence, čili předjímání bezprostředně očekávaného.

„Co vnímáme jako přítomné, je živý okraj paměti s nádechem očekávání.“ Alfred North Whitehead
Jan Patočka mluví o "jednotné funkci očekávání, zpozorování a podržování jsoucna."

## Fenomén přítomnosti
Přítomnost, v níž každý člověk neustále žije, neboť ji svým vědomím určuje, nemůže být jen bezrozměrný bod na časové ose, protože „v ní“ probíhá každé vnímání i jednání, které nějakou dobu trvá. Na tento fenomén upozornil už Augustin ve své analýze času: člověk, který recituje báseň, ji musí celou umět čili mít v paměti, recituje ji však verš za veršem a slovo za slovem. Posluchač, který ji nezná, si skládá slova a verše, až má nakonec stejné vědění jako přednášející. Něco podobného se ovšem děje už na úrovni věty a slova: jednotlivé hlásky netrvají, nýbrž okamžitě odezní a jsou nahrazeny jinými, nicméně si je posluchač bez námahy skládá do slov a vět.
Retence se liší od paměti tím, že vzpomínky je třeba vyvolávat zvláštním aktem intence, kdežto právě uplynulé má člověk k dispozici přímo; jinak by řeči nemohl rozumět. Podobně člověk podržuje čili retinuje třeba souvislost filmu nebo příběhu, kdežto kdo začátek neviděl, musí se na souvislosti vyptávat.

## Protence
V této širší přítomnosti je však obsaženo i očekávání příštího, které Husserl nazývá protence. Jedině tak lze totiž vysvětlit podivuhodný fenomén překvapení: něco mne může překvapit jen proto, že jsem očekával něco jiného. Tak člověka dráždí, když poslouchá pianistu začátečníka, který opakovaně sahá vedle. Tvůrci filmů dbají na to, aby scéna před nějakým dramatickým okamžikem diváka spíše uklidnila, aby účinek překvapení byl větší. V dobře známém prostředí člověk ví, s čím může počítat, a tak se pohybuje směleji než v neznámém nebo neosvětleném, kde nemůže nic předpokládat.
Bezprostředně vnímané a zakoušené (prezentace) spolu s retencí a protencí tvoří časový dvorec, zkušenostní přítomnost. Že není bodová, dokládá fakt, že kdykoli potřebujeme své činnosti přesně synchronizovat, musíme si v této přítomnosti vytvořit zvláštní pokud možno bodovou značku, například výstřel startéra v běžeckém závodě. K podobným závěrům došel i americký psycholog William James, který mluvil o „rozlehlé přítomnosti“ (spacious present).

## Přítomnost a pozornost
Retence se v přítomném vědomí reprodukují, vytvářejí retence retencí, a přitom slábnou, ztrácejí na obsahu a určitosti. Husserl to přirovnává k ohonu komety a mluví o „ohonu retencí“. Ani protence není časově přesně vymezena, takže hranice přítomného vědomí nejsou ostré. Přesto je lze přibližně vymezit. V psychologických pokusech se testuje tzv. „krátkodobá paměť“, jakou člověk potřebuje na rozumění řeči, v rozsahu kolem deseti sekund. Na druhé straně je člověk schopen vnímat film nebo – s jistým úsilím – celou přednášku.
Tato schopnost pozornosti se dá trénovat, vyžaduje úsilí, ale není neomezená. Závisí také na tom, jak silně člověka sledovaný děj či příběh zajímá, jak silně mu na něm záleží atd. Společenský provoz a zkušenost ukázaly, že nárok na pozornost běžného diváka a posluchače se nemá přepínat a nemá překračovat jednu až dvě hodiny. Tak trvá školní hodina 40 minut, koncert, fotbalový zápas nebo přednáška zhruba dvakrát tolik a za mimořádných okolností musí být třeba chirurg schopen udržet souvislou pozornost i několik hodin. To je však velmi namáhavé a vyčerpávající.